# João Afonso (esploratore)
João Afonso (1484 circa – 1544 o 1549) è stato un navigatore ed esploratore portoghese attivo durante l'Età delle scoperte. Iniziò la sua carriera in Portogallo e successivamente servì il Re di Francia..

## Biografia
Nato João Afonso e successivamente conosciuto in Francia come Jean Fonteneau o Alfonse di Saintonge, sposò una donna di nome Valentine Alfonse (Valentina Alfonso). Imbarcatosi all'età di 12 anni, si unì alle armate portoghesi per l'India e alle flotte commerciali portoghesi mentre navigavano i sette mari verso le coste del Brasile, dell'Africa occidentale e intorno al Capo verso il Madagascar e l'Asia. I suoi scritti parlano di giorni che duravano tre mesi e di un vasto continente meridionale, la Terra Australis, e la Giava la Grande, che afferma di aver visto a sud del sud-est asiatico, suggerendo forse che avesse avvicinato l'Artico (attraverso il Nord America), l'Australia e l'Antartide.

### A servizio della Francia

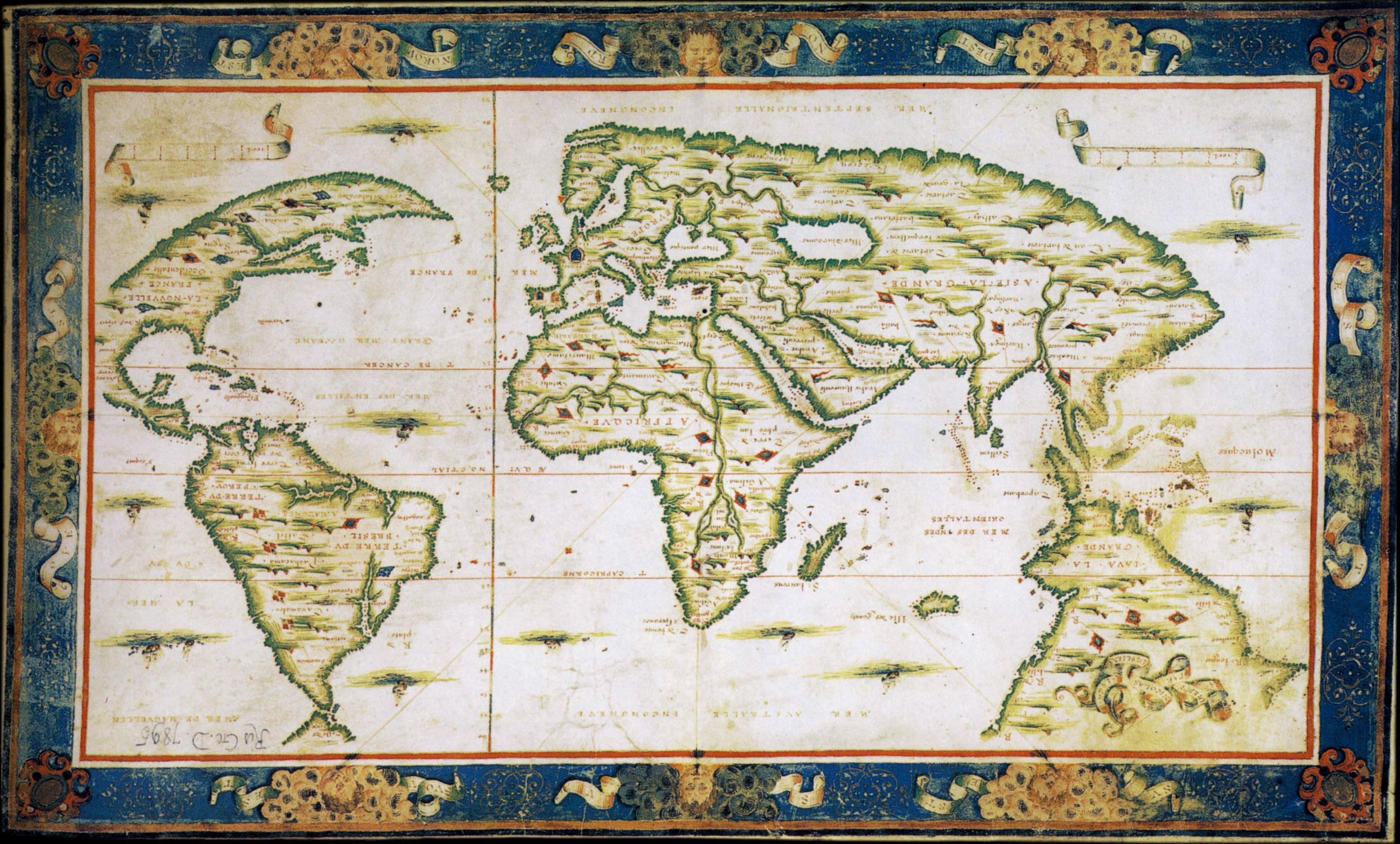
Mappa del mondo di Nicolas Desliens, ca. 1566. Gli scritti e le cosmografie di João Afonso (basati anche sui suoi precedenti viaggi verso l'Oriente e l'Occidente) ispirarono e aiutarono la Scuola cartografica di Dieppe in Francia.

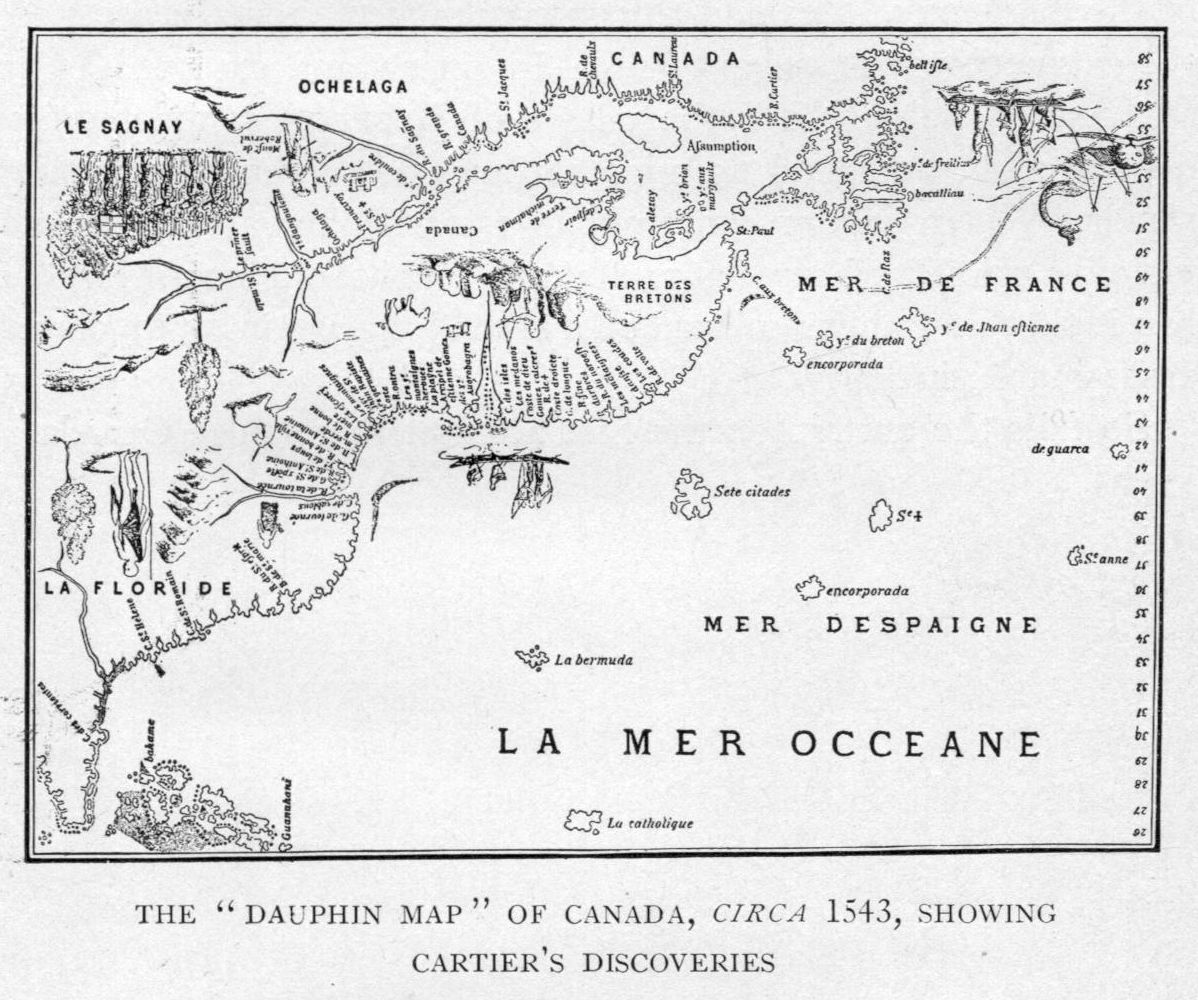
La Mappa del Delfino del Canada, circa 1543, che mostra le scoperte e le esplorazioni di Cartier. Una regione esplorata dal pilota Jean Alfonse nel 1542-43.

Prima o intorno al 1530, per qualche ragione, si trasferì in Francia mettendosi al servizio di Francesco I.
La corrispondenza degli agenti diplomatici del re del Portogallo in Francia, nella prima metà del secolo, cercò di chiarire le cause di questo cambio di alleanza. Gaspar Palha, un diplomatico portoghese a Parigi nel 1531, dopo aver incontrato un uomo di La Rochelle al quale chiese informazioni sul pilota Jean Alfonse, scrisse che era stato esiliato perché, essendosi perso vicino alla costa della Bretagna colpito da una tempesta, era stato coinvolto in una lite (secondo quanto riportato, con il proprio figlio maggiore) che era risultata nella morte del figlio o di qualche altro uomo a bordo; e che di conseguenza era stato esiliato e non osava apparire in pubblico, ma si tratta di una relazione per testimonianza indiretta, e potrebbero esserci state altre ragioni non criminali per l'esilio. Tuttavia, sembra che sia fuggito dalla giustizia portoghese per qualche motivo. Jean Alfonse lasciò il paese, più tardi in compagnia della moglie e dei figli. Nel 1531, Giovanni III del Portogallo tentò di rimpatriare il pilota disertore per le sue alte qualifiche e per le sue vaste e possibili conoscenze classificate. Lo stesso re corrispose direttamente con Afonso, inviando lettere di perdono attraverso i suoi ambasciatori e rappresentanti e successivamente scambiando lettere con lui in questo tentativo.
Negli anni '40 del Cinquecento, era un pilota rinomato, che guidava flotte verso l'Africa e i Caraibi e che aveva la reputazione di non aver mai perso una nave. André Thévet menziona una conversazione in cui Alfonse descrisse il saccheggio di Porto Rico come un corsaro. Per lungo tempo si pensò che il personaggio rabelaisiano di Xenomani fosse basato su Alfonse.
Nel 1542-43, Alfonse pilotò il tentativo di Jean-François de la Roque de Roberval di colonizzare il Canada sulle orme del terzo viaggio di Jacques Cartier. Alfonse stabilì che si poteva navigare attraverso un passaggio tra la Groenlandia e il Labrador. L'equipaggio di 200 persone, compresi prigionieri e alcune donne, passò un inverno rigido sulle rive del fiume San Lorenzo, colpito dallo scorbuto e perdendo un quarto dei coloni prima di ripartire per la Francia. Durante questo viaggio, Alfonse descrisse una terra che chiamò Norombega.
Alla fine del 1544, Alfonse lasciò La Rochelle con una piccola flotta e disturbò la navigazione basca, mentre il trattato di Crépy era appena stato firmato tra Francia e Spagna. Una flotta spagnola guidata da Pedro Menéndez de Avilés lo raggiunse mentre stava tornando a La Rochelle e lo uccise. Alcune fonti dicono che questo fatale incontro avvenne nel 1549.

## Opere

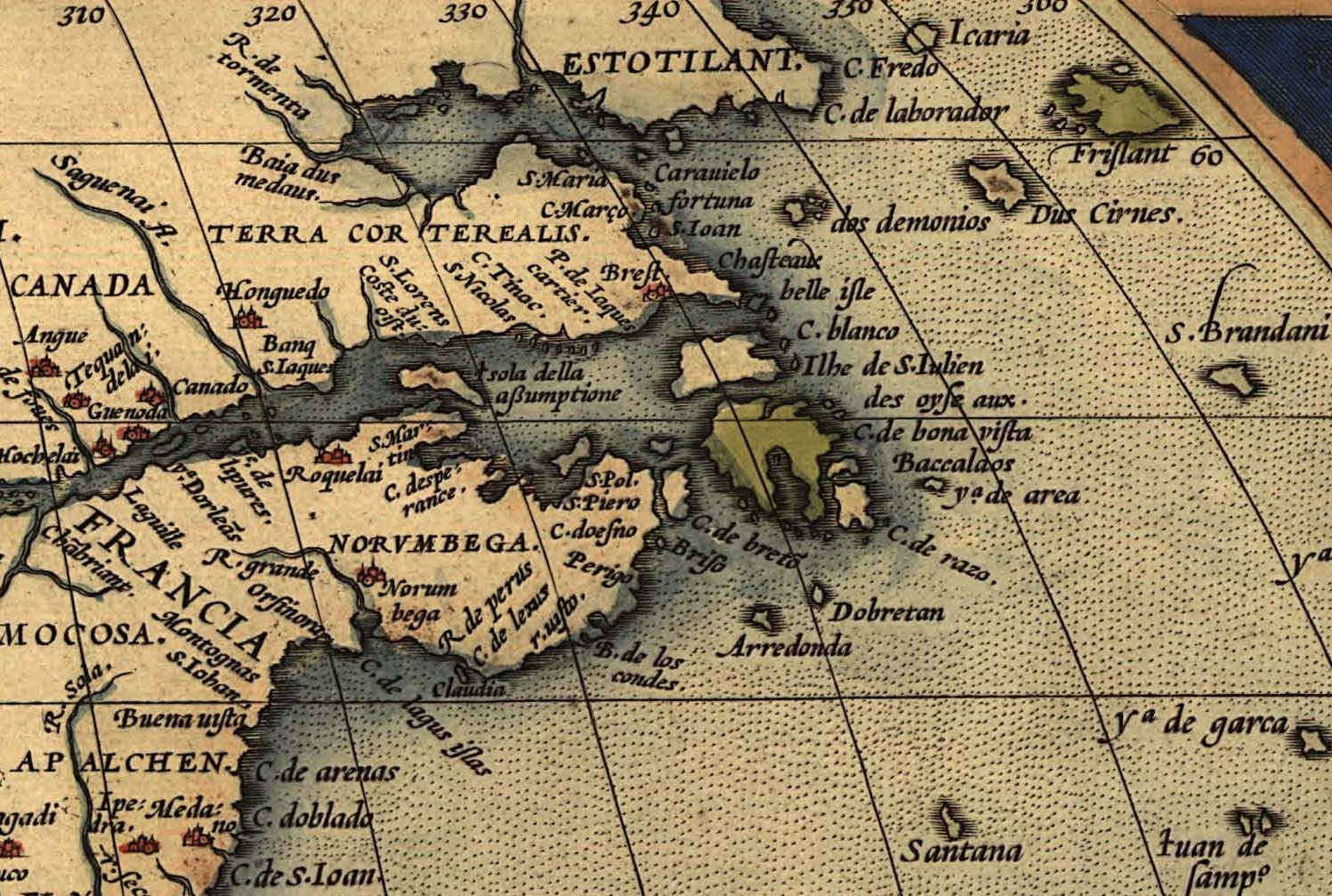
Dettaglio dell'atlante di Abramo Ortelio del 1570, raffigurante "Norvmbega" insieme ad altre più o meno mitiche denominazioni di varie terre (così come diverse isole fantasma)

I suoi scritti furono pubblicati come Les voyages avantureux du Capitaine Ian Alfonce (1559), The Rutter of Jean Alphonse (1600) e La cosmographie avec l’espère et régime du soleil du nord par Jean Fonteneau dit Alfonse de Saintonge, capitaine-pilote de François Ier (manoscritto datato 1545, pubblicato per la prima volta nel 1904). In essi descrive i vari luoghi e popoli che lui e altri hanno visto, molti dei quali per la prima volta in stampa (come Gaspé, i Beothuk, l'isola di Saint-Pierre, le gemme del Madagascar, un continente a sud di Java) e fornisce istruzioni di navigazione su come raggiungerli.